# Aschbach (Herrschaft)
Die Herrschaft Aschbach war eine Grundherrschaft im Viertel ober dem Wienerwald im Erzherzogtum Österreich unter der Enns, dem heutigen Niederösterreich.

## Ausdehnung
Die Herrschaft mit dem freigekauften Lehenholdenamt umfasste zuletzt die Ortsobrigkeit über Aschbach, Abetzberg, Oberaschbach, Aufenthal, Fimbach, Gerersdorf, Riesing, Spiegelsberg, Kematen, Niederhausleiten, Windfeld, Pyhra, Ramsau, Krenstetten, Pesendorf, Oberhausleiten, Oehling, Krottendorf, Mauer und Gransfurth. Der Sitz der Verwaltung befand sich in Aschbach.

## Geschichte
Der letzte Inhaber der Marktherrschaft, die ein Gemeindegut war, das Lehenholdenamt jedoch als Allod gehalten wurde, war der damalige Bürgermeister von Aschbach, Sebastian Schmidinger. Mit den Reformen 1848/1849 löste dieser die Herrschaft auf.